# Rugby à sept aux Jeux mondiaux
Le rugby à sept aux Jeux mondiaux est introduit comme sport lors de l'édition de 2001, à Akita. L'épreuve est uniquement masculine. Le tournoi de rugby à sept des Jeux mondiaux de 2013 est la dernière apparition de l'épreuve aux jeux mondiaux, le rugby devenant sport olympique en 2016, à Rio de Janeiro.

## Palmarès
| Édition | Lieu      | Or             | Argent         | Bronze           |
| ------- | --------- | -------------- | -------------- | ---------------- |
| 2001    | Akita     | Fidji          | Australie      | Nouvelle-Zélande |
| 2005    | Duisbourg | Fidji          | Afrique du Sud | Argentine        |
| 2009    | Kaohsiung | Fidji          | Portugal       | Afrique du Sud   |
| 2013    | Cali      | Afrique du Sud | Argentine      | Canada           |